# Alparslan Erdem
Alparslan Erdem (* 11. Dezember 1988 in Vechta) ist ein deutsch-türkischer Fußballspieler. Er spielt auf der Position des linken Verteidigers.

## Vereinskarriere
In der Jugend spielte Erdem für den 1. FC Varenesch in Goldenstedt, den TuS Lutten, SFN Vechta und Blau-Weiß Lohne. 2003 wechselte er in die Jugendmannschaft von Werder Bremen. In der letzten Saison der Regionalliga Nord 2006/07 wurde Erdem in die zweite Mannschaft berufen. Sein Debüt für die grün-weiße Mannschaft machte Alparslan am 6. Mai 2007 gegen die zweite Mannschaft von Borussia Dortmund, insgesamt absolvierte er drei Spiele in dieser Saison. Die Saison 2007/08 spielte der U-21 Nationalspieler als Stammspieler auf der linken Abwehrseite und kam auf 34 Spiele. 
Sein letztes Spiel für Bremen vor seinem Wechsel in die Türkei machte er gegen die SpVgg Unterhaching in der neuen 3. Liga.
Am 2. August 2008 unterschrieb er einen Vertrag bei Galatasaray Istanbul, der bis zum 30. Juni 2011 lief. In den eineinhalb Jahren bei Galatasaray kam Alparslan auf zwei Spiele in der Turkcell Süper Lig, deshalb ließ ihn Galatasaray in der Winterpause der Saison 2009/10 zu Gençlerbirliği Ankara ziehen. Nach eineinhalb Jahren bei Ankara und zwölf Einsätzen als Einwechselspieler, wechselte Erdem zum Absteiger und nun Zweitligisten Bucaspor. Dort wurde er sofort Stammspieler. In zwei Spielzeiten kam der Außenverteidiger zu 61 Ligapartien. 
Zur Saison 2013/14 wechselte Erdem zu Istanbul Büyükşehir Belediyespor.
Im Sommer 2019 verließ Erdem nach sechsjähriger Vereinszugehörigkeit die Istanbuler, die sich in der Zwischenzwie in Istanbul Başakşehir FK umbenannt hatten, und wechselte innerhalb der Stadt zum Zweitligisten Fatih Karagümrük SK.

## Nationalmannschaft
Alparslan Erdem absolvierte von 2007 bis 2009 neun Spiele für die türkische U-21-Auswahl sowie 2013 ein Spiel für die türkische A-2-Nationalmannschaft.

## Erfolg
Galatasaray Istanbul
- Türkischer Super-Cup-Sieger: 2008

Istanbul Başakşehir FK
- Vizemeister der Süper Lig: 2016/17, 2018/19
- Dritter der Süper Lig: 2017/18
- Türkische Pokalfinalist: 2016/17
- Meister der TFF 1. Lig und Aufstieg in die Süper Lig: 2013/14

Türkische A2-Nationalmannschaft
- International Challenge Trophy: 2011–13